# Gaedikeia kokkariensis
Gaedikeia kokkariensis is een vlinder uit de familie echte motten (Tineidae). De wetenschappelijke naam is voor het eerst geldig gepubliceerd in 1998 door Sutter.
De soort komt voor in Europa.